# Territorio del Nord
Il Territorio del Nord (in inglese Northern Territory, abbreviato in NT) è un territorio federale dell'Australia, diretta dipendenza del governo federale.
È conosciuto anche come Top End, cioè la parte alta (top) di Down Under, l'Australia. Top End alle volte indica solo la parte settentrionale del Territorio del Nord, mentre quella meridionale si definisce Red Centre. Gli abitanti del Territorio del Nord sono detti Territorians o Top Enders.
Il capoluogo è Darwin, in cui si concentra la metà della popolazione. Altri tre insediamenti di una certa dimensione sono Alice Springs (nell'interno del deserto, 1 500 km verso sud), Palmerston e Katherine.

## Storia
In passato ci furono tre tentativi di colonizzazione negli aridi ecosistemi della costa nord, due dei quali fallirono. Il Territorio del Nord è stato parte del Nuovo Galles del Sud dal 1825 al 1863 e parte dell'Australia Meridionale dal 1863 al 1911. Il 1º gennaio 1911, un decennio dopo la federazione degli Stati, il Territorio del Nord fu separato dall'Australia Meridionale e trasferito sotto il controllo della Commonwealth.
Per un breve periodo tra il 1926 e il 1931, il Territorio del Nord fu diviso in Australia del Nord e Australia Centrale, al ventesimo parallelo latitudine sud.
Durante la seconda guerra mondiale, la maggior parte del Top End fu messa sotto controllo militare. Questo fu l'unico periodo dal momento della federazione, in cui uno Stato o un territorio australiano fu posto sotto controllo militare. Dopo la guerra, il controllo dell'intero Stato fu restituito al Commonwealth.
Gli indigeni australiani avevano combattuto per i diritti a compensi e terre. Un evento importante in questa battaglia fu il colpo dei Gurindiji, compiuto dal popolo Gurindiji a Wave Hill, nel Territorio del Nord nel 1966. Il governo del Commonwealth di Gough Whitlam nominò la Commissione Reale Woodward nel febbraio 1973, per cercare di trovare una soluzione su come i diritti territoriali potessero essere raggiunti nel Territorio del Nord. Il primo rapporto della Commissione nel luglio 1973 suggerì di far insediare un Central Land Council e un Northern Land Council, che si facessero portavoce delle istanze del popolo degli Aborigeni.
In risposta al rapporto della Commissione Woodward fu abbozzata una legge per regolare i diritti di proprietà delle terre (Land Rights Bill), ma il governo cadde prima di far passare la legge.
L'Aboriginal Land Rights Act fu promulgata il 16 dicembre 1976 sotto il governo del primo ministro Malcolm Fraser ed entrò in vigore dal successivo Australia Day, il 26 gennaio 1977.
Nel 1978 fu costituito un governo per il Territorio, con una propria assemblea legislativa guidata da un primo ministro.
Il Territorio del Nord è stato per un breve periodo di tempo uno dei pochi luoghi al mondo in cui è stata legale l'eutanasia volontaria, prima che la legge locale venisse revocata dal parlamento federale. Tre persone si sottoposero a eutanasia in questo periodo, gli interventi furono eseguiti dal dott. Philip Nitschke.

## Politica
Il Territorio del Nord ha una sua assemblea legislativa. Benché questa assemblea eserciti grossomodo gli stessi poteri dei governi degli altri Stati australiani, lo fa su delega del governo federale e non per diritto costituzionale.
Per alcuni anni ci sono state agitazioni affinché al Territorio venisse riconosciuta la piena condizione di Stato. Nel 1998 fu tenuto un referendum in questo senso, che però non è passato, con sorpresa sia dell'assemblea locale sia del governo federale, viste le indicazioni dei sondaggi. La bocciatura è stata spiegata anche considerando che al Territorio del Nord sarebbero stati offerti tre senatori nel Senato federale, invece dei dodici assegnati agli altri Stati; il ridotto numero di senatori, calcolato in base alla popolazione residente nel territorio, è stato percepito dagli abitanti del Territorio come un'azione arrogante da parte dell'allora primo ministro Shane Stone.
L'attuale capo del governo è il Ministro-capo Lia Finocchiaro, che ha guidato il Country Liberal Party alla vittoria elettorale nell'agosto del 2024.
Attualmente il Territorio è rappresentato nel parlamento australiano da due membri nella House of Representatives (la camera bassa) e due membri nel Senato.

## Società

### Evoluzione demografica

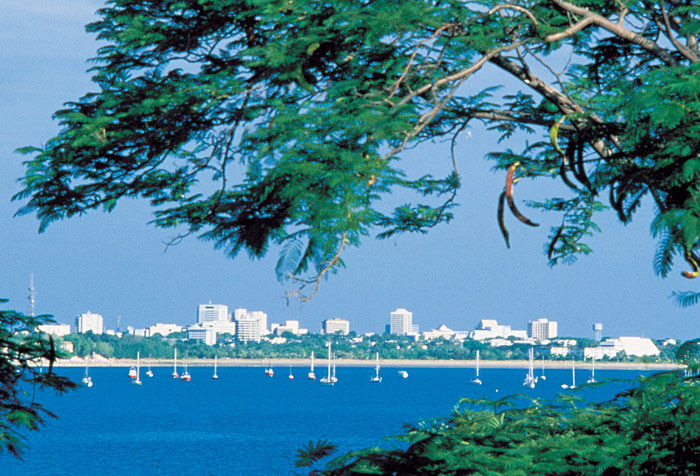
Skyline di Darwin visto da East Point

La popolazione del Territorio del Nord alla fine del 2006 contava 212 600 unità. Dal 2001 secondo l'Australian Bureau of Statistics c'è stato un aumento dell'1,8% della popolazione nello Stato. La popolazione rappresenta l'1% del totale della popolazione dell'Australia.
La popolazione stimata del Territorio del Nord alla fine del 2008 era di 221 100 unità. La popolazione è cresciuta del 2,2%.
La popolazione del Territorio del Nord è la più giovane dell'Australia e ha la percentuale più elevata di persone con un'età inferiore ai 15 anni e una minima per la fascia dai 65 in su. L'età media dei residenti del Territorio del Nord è di 30,3 anni, quasi sei anni più giovane dell'età media nazionale.
La popolazione del Territorio del Nord è rappresentata da più di 100 nazionalità, tra cui esistono più di 50 organizzazioni che rappresentano i diversi gruppi etnici.
Il censimento del 2006 ha rivelato che la popolazione del Territorio del Nord è per il 68,4% di discendenza europea. Vi sono 44 662 (20,2%) inglesi, 14.346 (6,8%) irlandesi, 11.759 (5,6%) scozzesi, 7.729 (3,7%) tedeschi e 3.308 (1,5%) italiani. Gli Indigeni australiani rappresentano il 32,5% della popolazione del Territorio del Nord, mentre i cinesi compongono l'1,9% della popolazione con 4.081 unità.
Il 49% del Territorio del Nord appartiene agli indigeni australiani. L'aspettativa di vita degli aborigeni australiani è nettamente inferiore a quella degli australiani non indigeni del Territorio del Nord, un fatto che si specchia altrove in Australia. Secondo le statistiche locali gli australiani indigeni muoiono circa undici anni prima rispetto alla media nazionale. Vi sono comunità aborigene in molte parti del territorio e tra le più grandi vi sono quella di Pitjantjatjara vicino a Uluru, quella di Arrernte vicino ad Alice Springs, quella di Warlpiri più a nord, e quella di Yolngu nella parte orientale della Terra di Arnhem.
Il luogo di nascita degli abitanti secondo il censimento del 2006 è per il 13,8% al di fuori dei confini nazionali. Il 2,6% degli abitanti sono nati in Inghilterra, l'1,7% in Nuova Zelanda, l'1,0% nelle Filippine, lo 0,6% negli Stati Uniti e lo 0,5 % a Timor Est.
Più del 54% della popolazione risiede a Darwin che si trova nella parte nord. L'area metropolitana di Darwin e la vicina Palmerston ospitano 120 900 persone. Meno della metà della popolazione vive nelle zone rurali.
| Posizione | Città         | Popolazione 2008-2009 |
| --------- | ------------- | --------------------- |
| 1         | Darwin        | 124 760               |
| 2         | Palmerston    | 30 005                |
| 3         | Alice Springs | 27 877                |
| 4         | Katherine     | 10 095                |
| 5         | Nhulunbuy     | 5 001                 |
| 6         | Tennant Creek | 3 558                 |
| 7         | Wadeye        | 2 394                 |
| 8         | Jabiru        | 1 327                 |
| 9         | Yulara        | 1 205                 |

### Religione
Il 53,6% della popolazione si definisce cristiana. I cattolici costituiscono il più grande gruppo religioso nel territorio con il 20,3% della popolazione, seguito da quello anglicano (12,7%), quello delle Chiese Unite (7,0%) e quello luterano (3,6%). Il buddismo è la più grande religione non cristiana del territorio (1,4%), seguita dall'islam (0,5%) e l'induismo (0,2%). Il 21,9% degli abitanti non professano alcuna religione.

## Nativi australiani
Oltre un quarto della popolazione del Territorio del Nord è costituito da aborigeni australiani, una proporzione molto maggiore di quella degli Stati dell'Australia. Numerose sono le comunità aborigene in tutto il territorio, le più grandi sono quelle degli Pitjantjatjara, vicino a Uluṟu, degli Arrernte vicino ad Alice Springs, dei Luritja, tra le due precedenti, dei Warlpiri a nord e degli Yolngu nella terra di Arnhem orientale.

### Leggi sulle terre
La Aboriginal Land Rights Act, legge sui diritti territoriali degli aborigeni del 1976 ha definito le basi su cui le comunità aborigene del Territorio del Nord possono, per la prima volta dall'inizio della colonizzazione europea, rivendicare un diritto di proprietà sulle terre sulla base della loro occupazione tradizionale.
I Land Councils (consigli della terra) sono gli enti creati per curare l'applicazione della legge. Rispondono anche alle leggi Native Title Act 1993 e Pastoral Land Act 1992. Nel Territorio del Nord esistono quattro Land Councils e sono
- il Anindilyakawa Land Council, con giurisdizione su Groote Eylandt nel golfo di Carpentaria.
- il Central Land Council nella parte meridionale del Territorio del Nord, con giurisdizione su 771 747 chilometri quadrati di aree remote, selvagge e spesso inaccessibili. In quest'area vivono 18 000 aborigeni suddivisi in quindici gruppi linguistici.
- il Northern Land Council con giurisdizione sul Top End.
- il Tiwi Land Council con giurisdizione sulle isole Bathurst e Melville a nord di Darwin.

## Geografia fisica

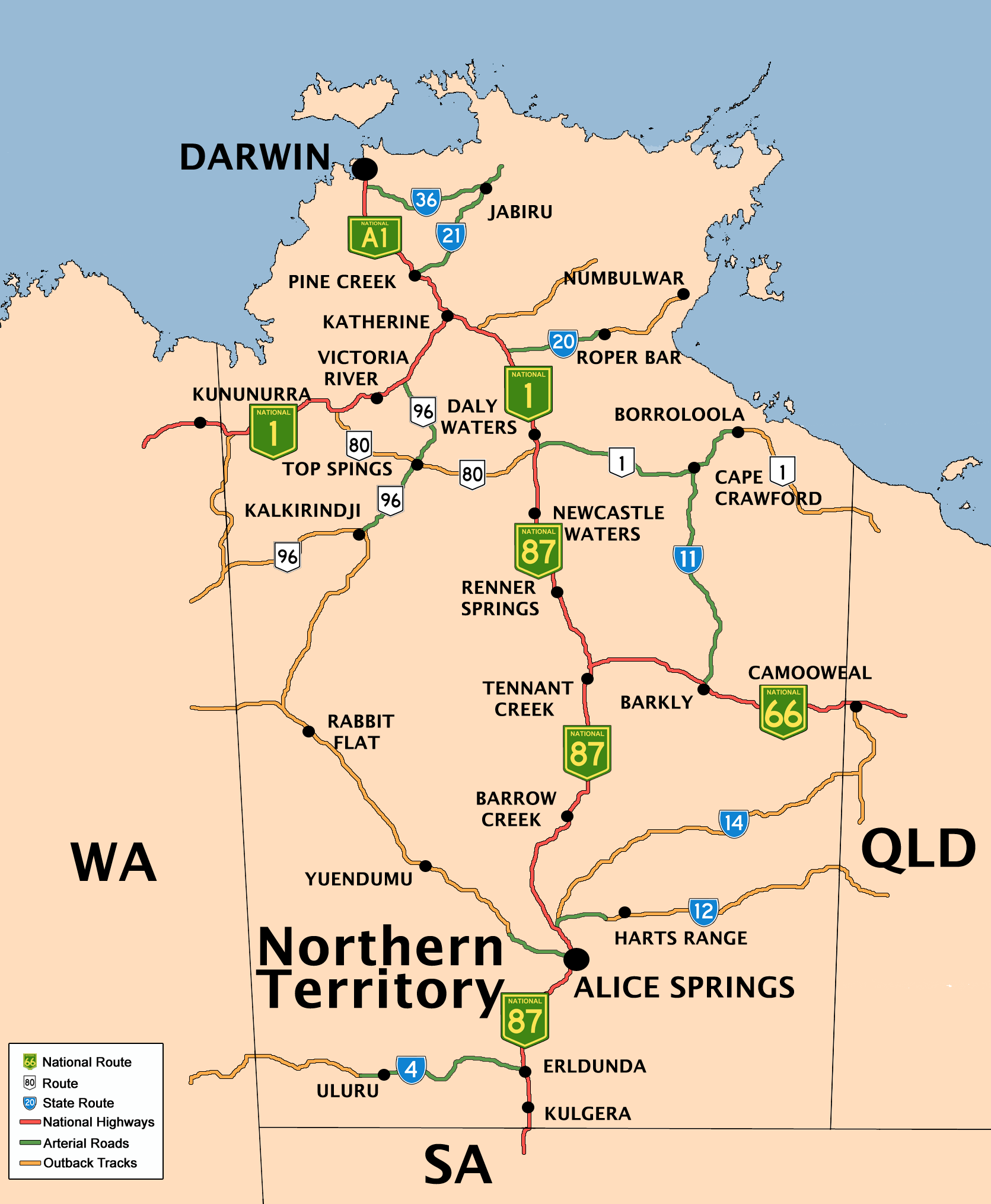
Città, paesi e strade del Territorio del Nord

Ci sono parecchi insediamenti, molto piccoli, sparsi per tutto il territorio. La maggior parte dei centri, tuttavia, è posta lungo la strada che porta da Darwin verso l'Australia del Sud: si tratta della Stuart Highway, che le popolazioni locali indicano semplicemente come "the track" (dall'inglese, "il tracciato" o "la strada").
Nel Territorio del Nord vi sono anche due spettacolari formazioni rocciose: The Olgas e il più noto Ayers Rock, entrambi sacri per gli aborigeni locali e meta di numerosi turisti.
Nella regione più settentrionale si trova il Kakadu National Park, nel quale è ancora preservata la flora e fauna originaria e sono presenti numerose regioni umide. A nord di esso si trova il mar degli Alfuri; a est si trova la terra di Arnhem, il cui centro più importante è Maningrida, posto sul delta del fiume Liverpool. La palude degli Alfuri è un posto importante per gli Yolngu.
Altri fiumi della regione sono:
- Alligator Rivers (East, West e South)
- Daly River
- Finke River
- McArthur River
- Roper River
- Todd River
- Victoria River, lungo 560 km. La foce è nel golfo Joseph Bonaparte, nel mar di Timor

### Parchi nazionali

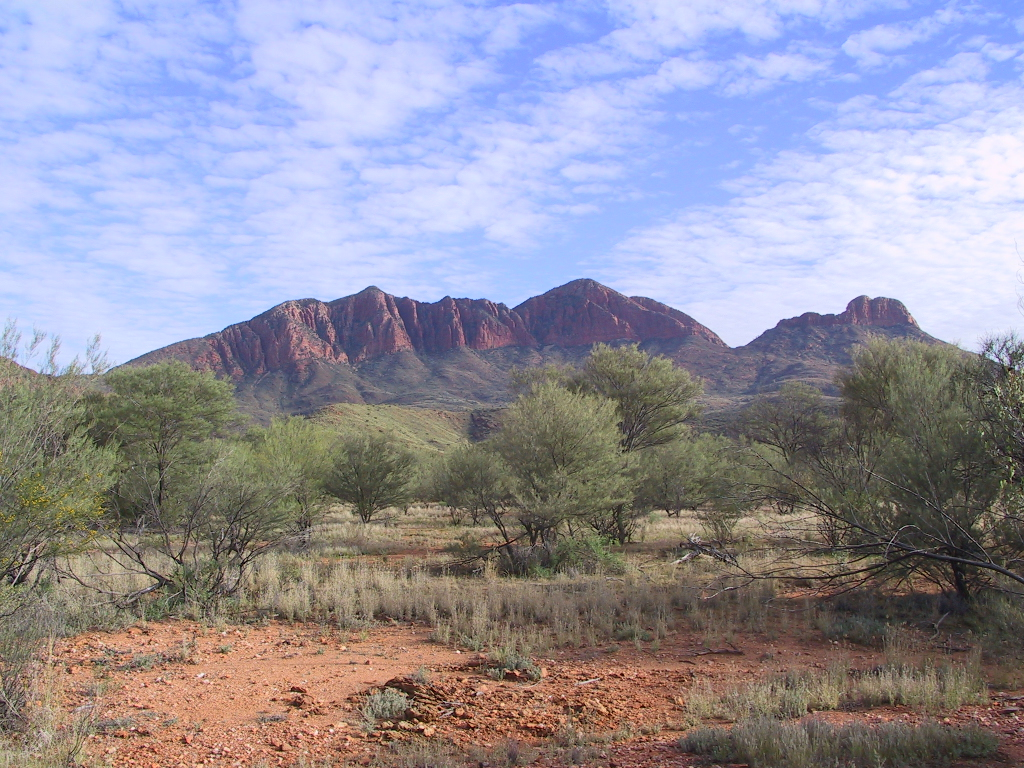
Il Monte Sonder, la quarta montagna più alta del Territorio del Nord nel parco nazionale di West MacDonnell

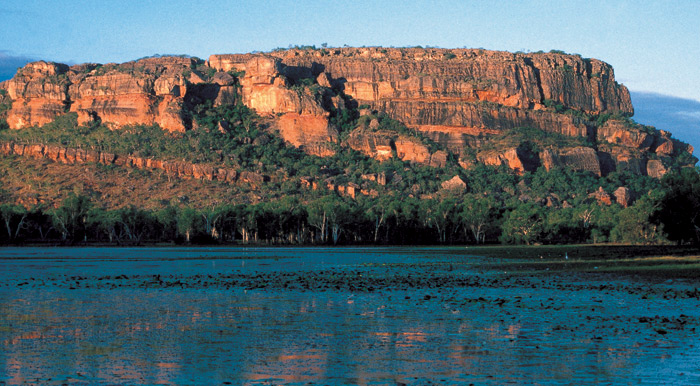
Il monte di Nourlangie nel Parco nazionale Kakadu

Quello che segue è un elenco non esaustivo dei parchi nazionali e delle aree protette del Territorio:
| - Terra di Arnhem (Restricted Area) - Arltunga Historical Reserve - Barranyi Nth. Island National Park - Berry Springs Nature Park - Butterfly Gorge Nature Park - Cape Hotham Conservation Reserve - Casuarina Coastal Reserve - Connells Lagoon Conservation Park - Cutta Cutta Caves Nature Park - Daly River Nature Park - Devil's Marbles Conservation Reserve - Djukbinj National Park - Douglas Hot Springs Nature Park - East Point Reserve - Elsey National Park | - Finke Gorge National Park - Fish River Forestry Reserve - Fogg Dam Conservation Reserve - Gregory National Park - Gurig National Park - Howard Springs Conservation Reserve - Kakadu National Park - Keep River National Park - Watarrka National Park (including Kings Canyon) - Leaning Tree Lagoon Nature Park - Litchfield National Park - Manton Dam Park - Marrakai Conservation Reserve - Mary River Crossing Conservation Reserve and proposed National Park - Mataranka Thermal Springs | - Nitmiluk National Park - Katherine Gorge - Palm Valley - Robin Falls - Ruby Gap Nature Park - Simpsons Gap National Park - Tanami Desert - Trephina Gorge Nature Park - Uluru National Park - The Olgas - Umbrawarra Gorge Nature Park - Watarrka National Park - West MacDonnell National Park |

### Clima
Il Territorio del Nord si distingue in due zone climatiche.
L'estremità settentrionale dove è posizionata la città di Darwin ha un clima tropicale con un alto tasso di umidità. Qui vi sono due stagioni: la stagione delle piogge (da novembre ad aprile) e quella secca (da maggio a ottobre). Durante la stagione secca i giorni sono caldi e soleggiati con medie di umidità intorno al 30%. Tra maggio e settembre le piogge sono molto scarse. Nei mesi più freddi di giugno e luglio, la temperatura minima giornaliera può scendere fino a 14 °C, ma molto raramente è inferiore a questo dato.
La stagione umida è associata a cicloni tropicali e piogge monsoniche. La maggior parte delle precipitazioni avviene tra dicembre e marzo (l'estate nell'emisfero sud), quando i temporali sono comuni e la media di umidità raggiunge il 70% durante i mesi più piovosi. In media cadono più di 1 570 millimetri all'anno. La piovosità è più alta nelle aree costiere a nord-ovest, dove le precipitazioni medie sono 1 800-2 100 mm annui.
Il Territorio nella sua parte centrale, che comprende Alice Springs e le Ayers Rock, è desertico e semi-arido con scarse precipitazioni che si verificano generalmente nei mesi più caldi, da ottobre a marzo. L'Australia centrale riceve meno di 250 mm di precipitazioni annue.
La temperatura massima registrata sul territorio è stata di 48,3 °C a Finke l'1 e il 2 gennaio 1960. La temperatura minima è stata di -7,5 °C ad Alice Springs, il 12 luglio 1976.

## Economia
L'economia del Territorio del Nord è basata principalmente sull'estrazione di minerali e prodotti di derivazione petrolifera. Contribuisce per circa 2,5 miliardi di dollari al prodotto interno lordo dello Stato e impiega oltre 4 600 persone.
L'economia ha continuato a crescere durante il 2005 - 2006. Tra il 2003 e il 2006 il prodotto interno lordo è aumentato da 8 670 milioni di dollari a 11 476 milioni di dollari (con un più 32,4 per cento). Durante questi tre anni è cresciuto a un tasso medio annuo del 5,5%. Il prodotto lordo pro capite nel Territorio del Nord è di 72 496 $ che lo porta a essere il più elevato rispetto a qualsiasi Stato australiano ed è anche più elevato del prodotto interno lordo pro capite dell'Australia (54 606 $). Questo può essere attribuito al recente boom minerario.

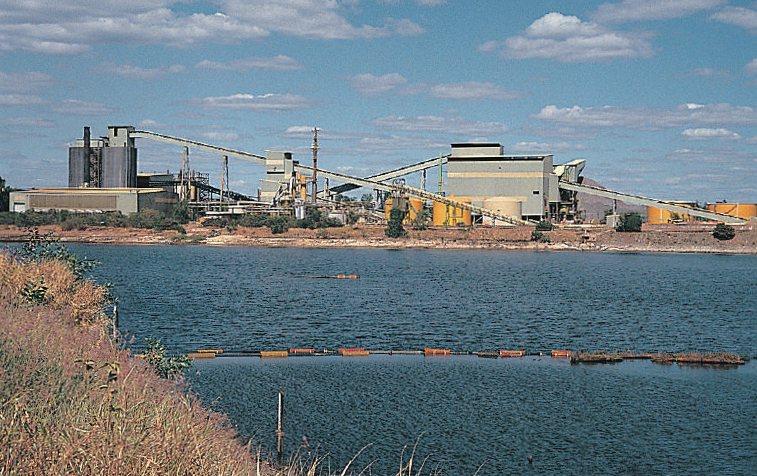
La miniera di uranio a Ranger

Nel Territorio del Nord le esportazioni sono aumentate del 19% nel corso del 2005 - 2006. Il maggiore contributo dato alle esportazioni del territorio è dovuto all'estrazione di ferro, petrolio, gas (33,4%), altri minerali (20%),dalle industrie manifatturiere (5,9%) e dall'agricoltura (4,9%). Le importazioni consistono principalmente in macchinari e attrezzature di produzione (58,4%), prodotti petroliferi, carbone, prodotti chimici e connessi di fabbricazione (17,0%).
I principali giacimenti di estrazione si trovano: alla penisola di Gove, dove si estrae la bauxite e si stima che la produzione sia aumentata del 52,1% nel 2007-08, a Groote Eylandt, dove si estrae il manganese, e nelle miniere moderne di Bootu Creek e Frances Creek. L'oro è destinato a crescere del 21,7%, raggiungendo un fatturato di 482 milioni di dollari nello stabilimento Unione Reefs. Si estrae discretamente anche l'uranio.
L'attività agricola è molto scarsa, mentre l'allevamento, prettamente bovino, è praticato solamente nelle zone costiere. Diffusa è la pesca della madreperla. Come già detto, invece, molto importante è l'attività estrattiva. Principalmente vengono estratti manganese, bauxite, oro, rame, tungsteno e uranio.
L'industria e l'artigianato sono poco rilevanti. Da ricordare è solamente l'industria manifatturiera, che fornisce prodotti pari al 4,9% dell'intera esportazione del Territorio del Nord
Il turismo è una delle maggiori attività del Territorio del Nord. Le mete più frequentate sono Uluru e Kakadu. I paesaggi diversificati, le spettacolari cascate, gli ampi spazi aperti, la cultura aborigena, la fauna selvaggia creano un'opportunità unica per il visitatore di immergersi nelle meraviglie naturali che il Territorio del Nord offre. Le immagini di Uluru (Ayers Rock) sono conosciute in tutto il mondo. Nel 2005-06, 1,38 milioni di persone hanno visitato il Territorio del Nord.
Il consumo di bevande alcoliche nel Territorio è tra i più alti del mondo e certamente il più alto d'Australia. Si è stimato nel 2001 un consumo pro capite di circa 14 litri di alcol puro equivalente l'anno.
Il Territorio è noto per avere come slogan "You'll Never Never Know if Never Never Go" (in italiano letterale "Tu mai e poi mai ci conoscerai se non ci verrai mai")

## Infrastrutture e trasporti

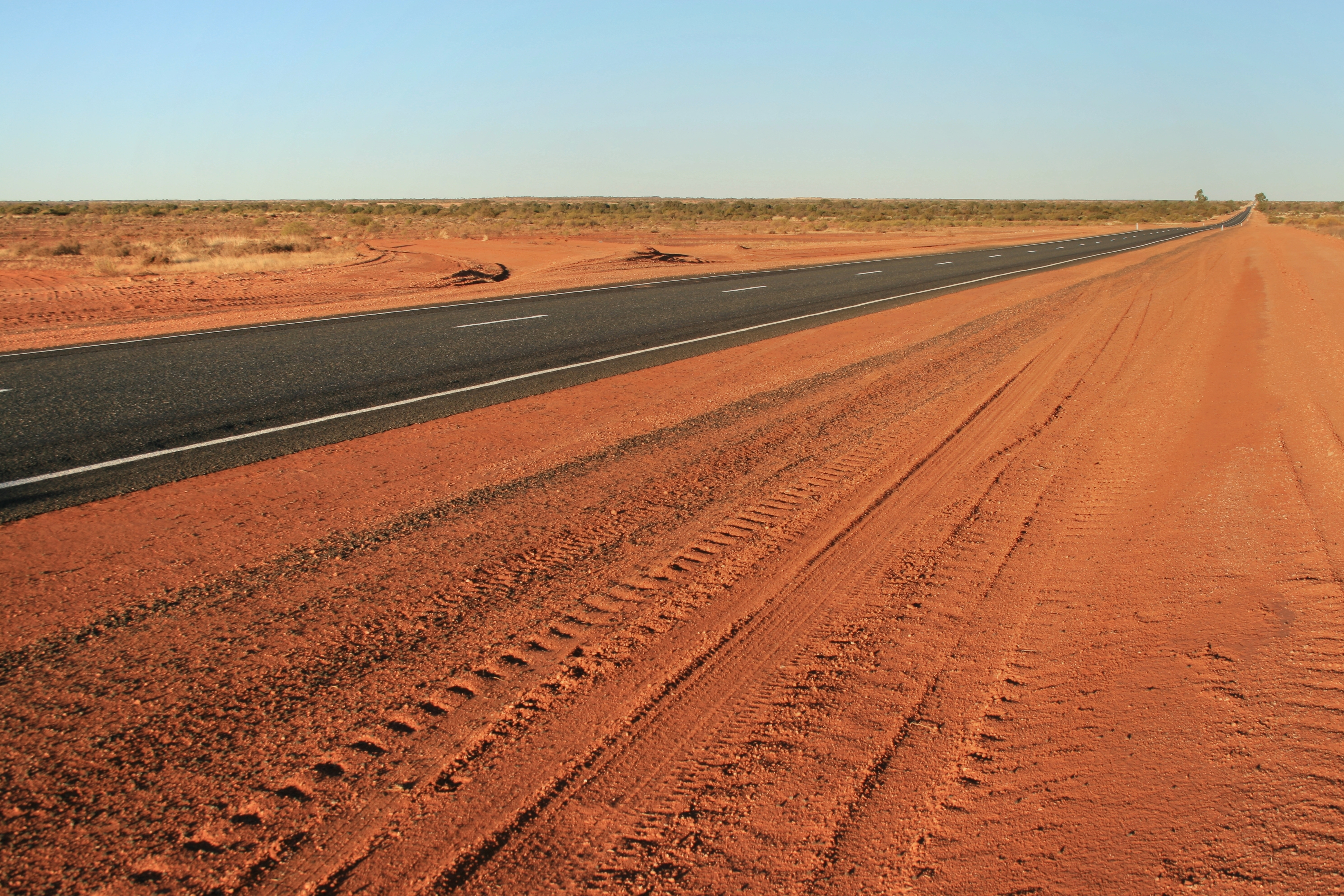
La strada Lasseter collega Uluru alla Stuart Highway

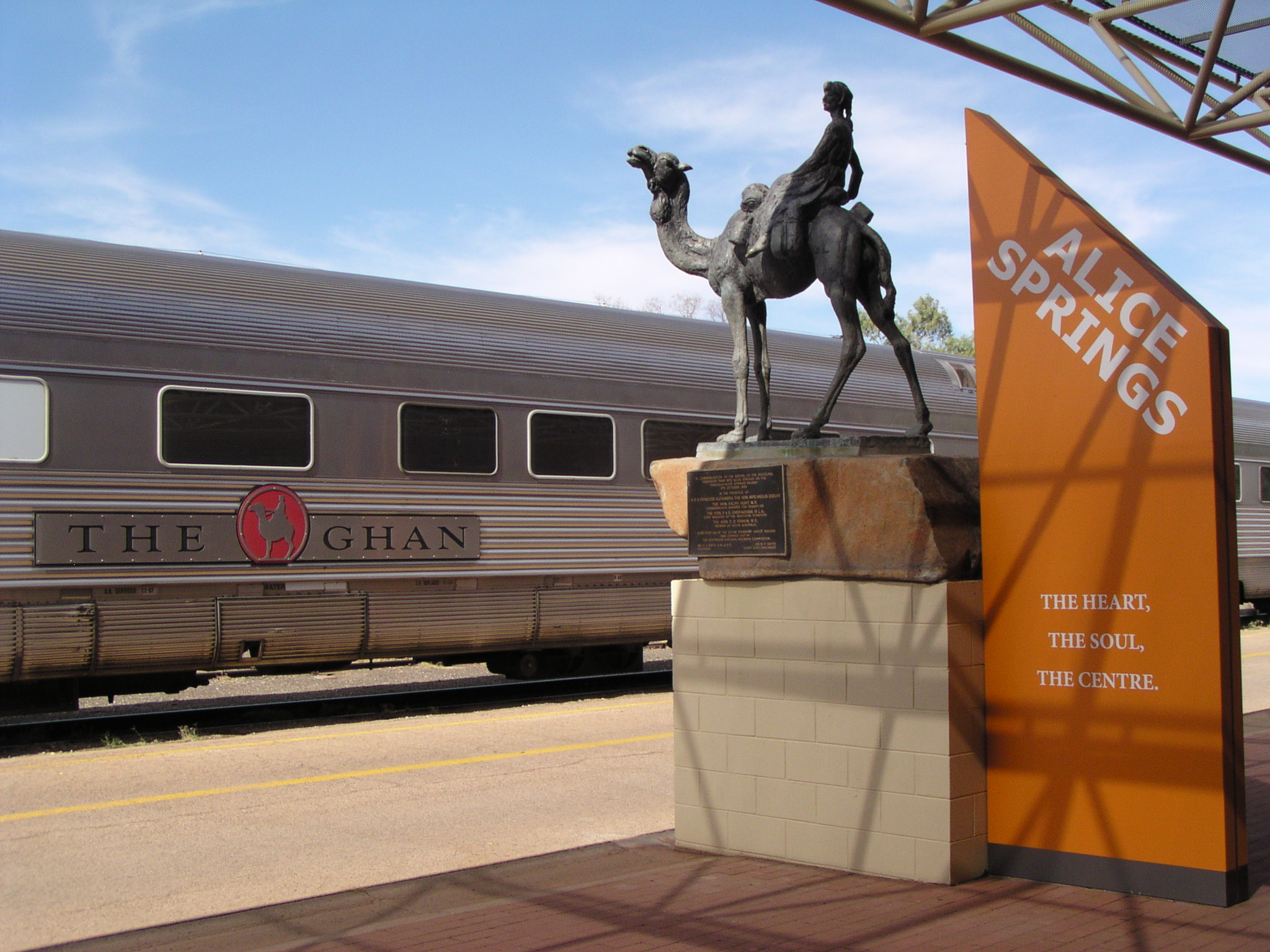
La linea ferroviaria Ghan, che attraversa il territorio da nord a sud, vista da Alice Springs

Il Territorio del Nord è la suddivisione con la più bassa densità di popolazione dell'Australia. Il suo primo insediamento fu il porto di Darwin nel 1869. Fu danneggiato nel 1942 da raid aerei giapponesi e successivamente restaurato. Alla fine del 1960 vennero restaurate molte strade per favorire i collegamenti con le parti più remote e interne del Territorio. Il rapido sviluppo economico ha portato a un potenziamento delle infrastrutture regionali. Le linee ferroviarie sono poche poiché il traffico delle merci è rimasto sempre basso e quindi non si è mai avuta la necessità di potenziarlo.
Nonostante la sua scarsa popolazione vi è una rete di strade asfaltate, tra cui due strade nazionali, strade di collegamento con gli Stati vicini e di collegamento con i principali centri abitati del territorio, strade di collegamento con alcuni parchi nazionali come Uluru (Ayers Rock), Kakadu e Litchfield. La Stuart Highway, conosciuta come "La Pista", corre da nord a sud, collegando Darwin, Alice Springs e Adelaide. Alcune delle strade asfaltate sono a una sola corsia. Molte strade sterrate collegano gli insediamenti più remoti.
La Ferrovia Adelaide-Darwin, una nuova ferrovia a scartamento normale, collega Adelaide, Alice Springs e Darwin, e sostituisce precedenti ferrovie a scartamento ridotto.
Il Territorio del Nord è stato uno dei pochi luoghi rimasti al mondo in cui non vi sono limiti di velocità sulle strade pubbliche. Dal 1º gennaio 2007 è stato stabilito un limite di velocità (110 km/h) che viene applicato sulle strade al di fuori delle aree urbane (all'interno delle aree urbane è di 40, 50 o 60 km/h). Sono autorizzate velocità fino ai 130 km/h, in alcune strade principali, come la Stuart Highway.
Il Darwin International Airport è il principale aeroporto nazionale e internazionale del Territorio. Vi sono anche molti altri aeroporti più piccoli e sono serviti da compagnie più piccole. Degni di nota sono l'aeroporto di Alice Springs, l'aeroporto di Ayers Rock e l'aeroporto di Katherine Tennant Creek.

## Sport
Il maggiore club sportivo del Territorio del Nord nelle maggiori leghe sportive australiane è:
- AHL (Hockey su prato):
  - Territory Stingers